# Robyn McCutcheon
Robyn Alice McCutcheon es una diplomática, ingeniera e historiadora estadounidense.

## Carrera
Robyn se licenció en astronomía en la Universidad de Yale y en estudios rusos por la Universidad de Georgetown.Ha trabajado y publicado sobe la historia de la astronomía soviética, e igualmente tiene varias publicaciones sobre la historia de la ciencia soviética y rusa durante el estalinismo.En 1983 se unión a la Sociedad Astronómica Estadounidense, donde fue miembro de su División de Astronomía Histórica y presidió su Comité de Relaciones Internacionales.Anteriormente trabajó en la Instituto Científico del Telescopio Espacial y en la Corporación de Ciencias de la Computación, y también trabajó como en misiones de la NASA, principalmente en el telescopio espacial Hubble.
En 2004 se incorporó al Departamento de Estado de los Estados Unidos y fue funcionaria del Servicio Exterior en varios países, incluyendo a Rusia, Rumanía y Kazajstán. Trabajó en el Centro de Reducción de Riesgos Nucleares en 2013-14.McCutcheon transicionó en 2011 en Rumanía,siendo la primera funcionaria del Servicio Exterior en hacerlo mientras estaba destinada en el extranjero.También fue presidenta de glifaa, el orgullo LGBTQIA+ en las agencias de asuntos exteriores.